# Trembathite
La trembathite è un minerale appartenente al gruppo della boracite.